# Ischasioides crassitarsis
Ischasioides crassitarsis là một loài bọ cánh cứng trong họ Cerambycidae.